# Coupe de France de basket-ball en fauteuil roulant
La Coupe de France de basket-ball en fauteuil roulant, première division regroupant uniquement les équipes évoluant en Nationale A, est une compétition annuelle mettant aux prises les meilleurs clubs de basket-ball en fauteuil roulant de France. La Coupe est organisée par la Commission fédérale handibasket dépendant de la Fédération française handisport avec le soutien de la Fédération française de basket-ball qui intègre la finale au week-end des Coupes de France valides à Paris.
Les équipes évoluant dans les divisions inférieures disputent une coupe de France spécialement réservée, appelée Coupe de la Commission.
Sa formule est très liée au championnat. Historiquement, les quatre premières équipes du classement de Nationale A après les matchs allers se rencontrent en demi-finales sur un match sec. Actuellement, il se déroule en deux phases : une première phase de poule réunit les équipes quatre par quatre sur des plateaux. Les vainqueurs de ces plateaux sont qualifiés pour la finale.
Le club du CS Meaux Handibasket est le plus couronné de l'histoire avec 13 victoires en Coupe de France. Hyères est le tenant du titre 2019.

## Organisation de la Coupe

### Formule (jusqu'en 2012-2013)
À l'issue des matchs allers du championnat de Nationale A, les quatre premières équipes du classement sont qualifiées pour les demi-finales de la Coupe de France (1 vs 4 et 2 vs 3).

### Nouvelle formule (depuis 2013-2014)
À l’issue des matchs aller du championnat de Nationale A, les équipes classées de 1 à 8 disputent la Coupe de France sous forme de plateaux en demi finale regroupant quatre équipes, avant la finale opposant les clubs victorieux de leurs groupes respectifs.

## Palmarès
- Palmarès de la Coupe de France[2] :

| Équipes                | Titres | Saisons                                                                      |
| ---------------------- | ------ | ---------------------------------------------------------------------------- |
| CS Meaux Handibasket   | 13     | 1993, 1994, 1995, 1996, 1997, 1998, 1999, 2000, 2001, 2009, 2010, 2011, 2012 |
| Hyères HC              | 10     | 2002, 2004, 2005, 2007, 2008, 2013, 2014, 2018, 2019, 2020                   |
| AS Berck               | 5      | 1985, 1986, 1987, 1988, 1989                                                 |
| HB Le Cannet           | 3      | 2015, 2016, 2017                                                             |
| Aigles du Puy-en-Velay | 1      | 2023                                                                         |
| Metz Handisport        | 1      | 2022                                                                         |
| ASCO Mulhouse          | 1      | 1990                                                                         |